# Karl Wimmenauer
Karl Wimmenauer, auch Carl Wimmenauer, (* 24. März 1914 in Mannheim; † 15. Mai 1997 in Köln)  war ein deutscher Architekt und Hochschullehrer.

## Leben
Zwischen 1933 und 1939 studierte Karl Wimmenauer Architektur an der Technischen Hochschule Darmstadt. Als Soldat war er zwischen 1939 und 1946 in Kriegsgefangenschaft. Nach dem Ende des Zweiten Weltkriegs sammelte er als Schüler und Mitarbeiter von Rudolf Schwarz früh Erfahrungen nicht allein in der modernen Architekturgestaltung, sondern wirkte ebenso im Wiederaufbau kriegszerstörter Bauten an prominenter Stelle mit. Später arbeitete er auch für Hans Schwippert. Seit 1962 betrieb er sein eigenes Architekturbüro in Düsseldorf und Wiesbaden. Von 1962 bis 1979  lehrte er als Professor für Baugeschichte an der Kunstakademie Düsseldorf. Für den Kirchenbau gab Wimmenauer auch durch nicht umgesetzte Entwürfe entscheidende Impulse. Sein Nachlass wurde dem „Archiv mit Sammlungen“ der Kunstakademie Düsseldorf übereignet.

## Bauten
- Umgestaltung der Kapelle des Frankfurter St. Marien-Krankenhauses, 1948 (mit Rudolf Schwarz)
- Wiederaufbau der Liebfrauenkirche (Trier), 1950 (mit Rudolf Schwarz)
- Entwurf (nicht ausgeführt) für die Evangelische Weißfrauenkirche in Frankfurt, 1953
- Katholische Kirche St. Michael in Frankfurt am Main-Nordend, 1954 (mit Rudolf und Maria Schwarz), 1962 (Campanile)
- Evangelische Epiphaniaskirche in Frankfurt am Main-Nordend, 1956 (Wiederaufbau der ehem. Immanuelskirche)
- Evangelische Friedenskirche in Frankfurt-Harheim, 1965
- Überbauung der Kunstakademie in Düsseldorf, 1968
- Evangelische Adventskirche in Weimar-Niederweimar (bei Marburg), 1974

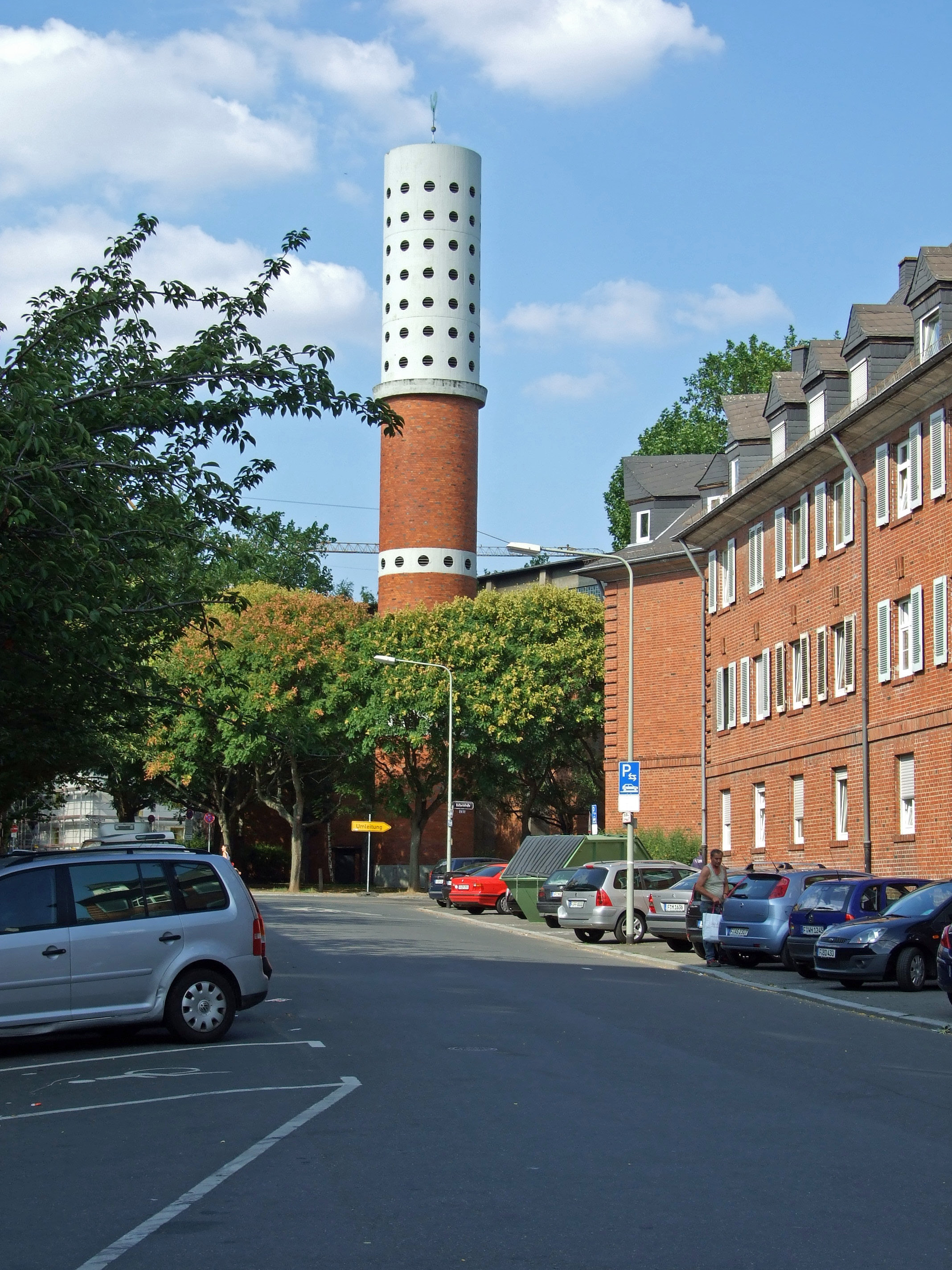
Frankfurt am Main-Nordend, St. Michael, 1954/62
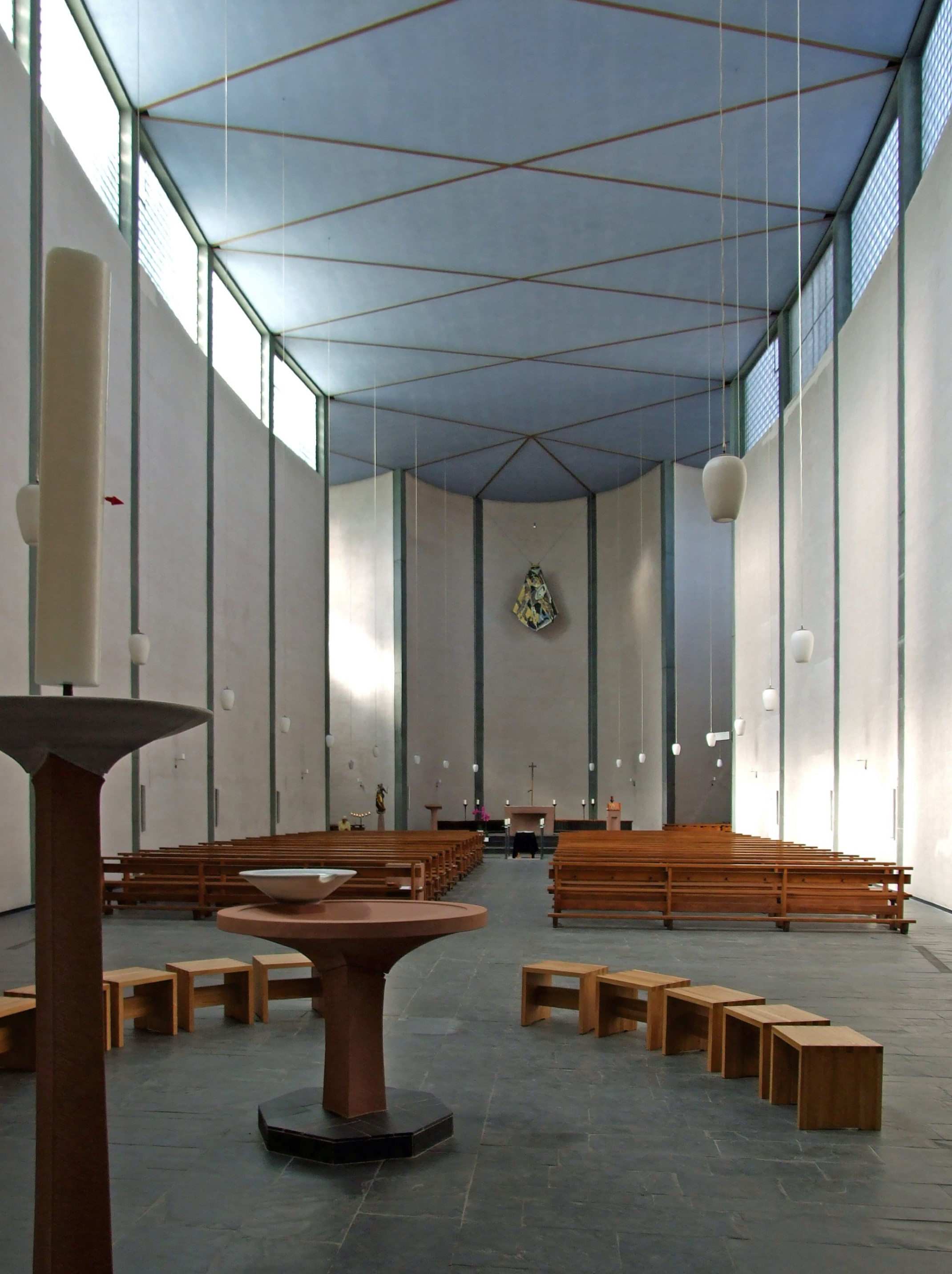
Frankfurt am Main-Nordend, St. Michael, 1954/62
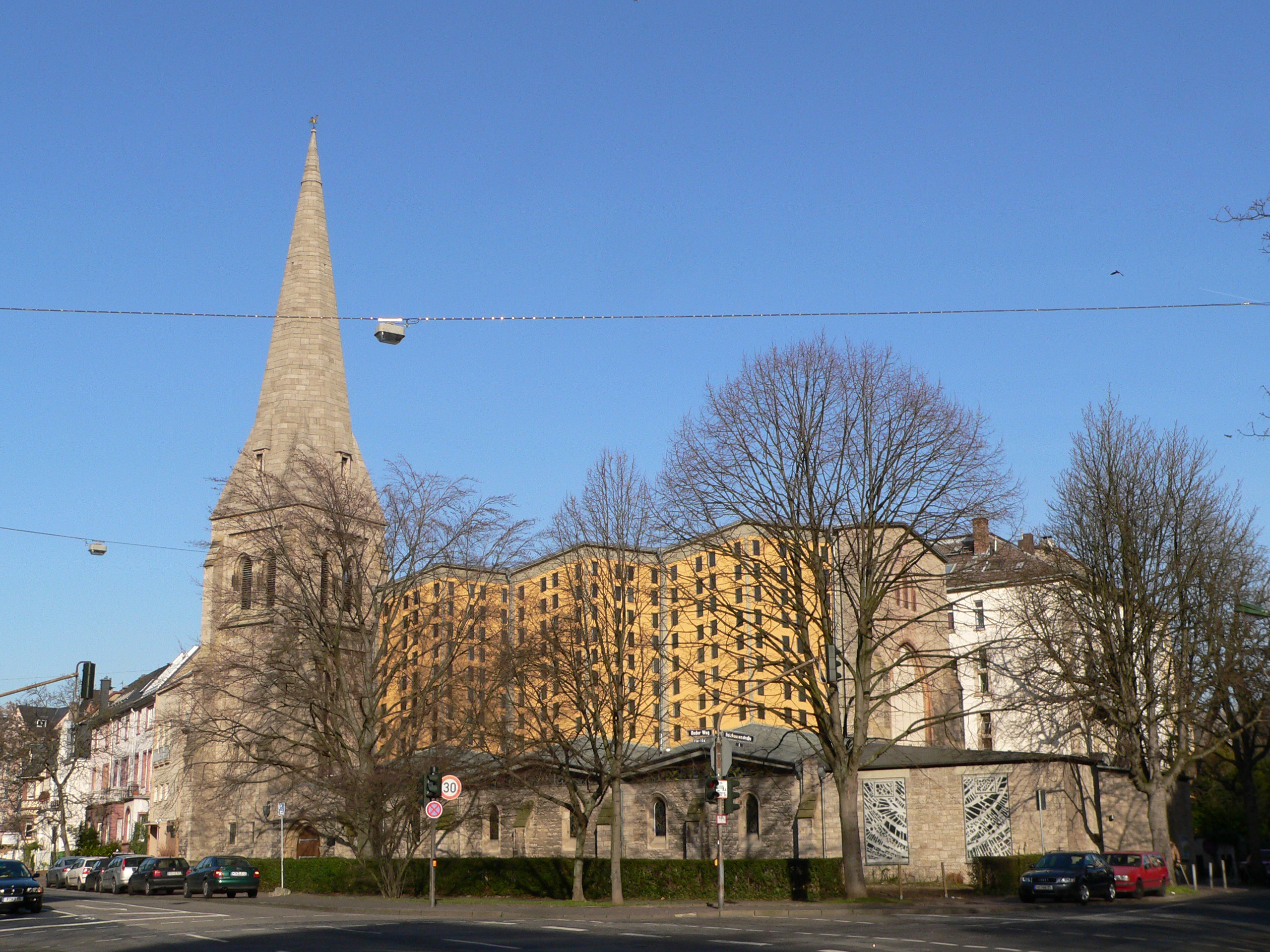
Frankfurt am Main-Nordend, Epiphaniaskirche, 1956
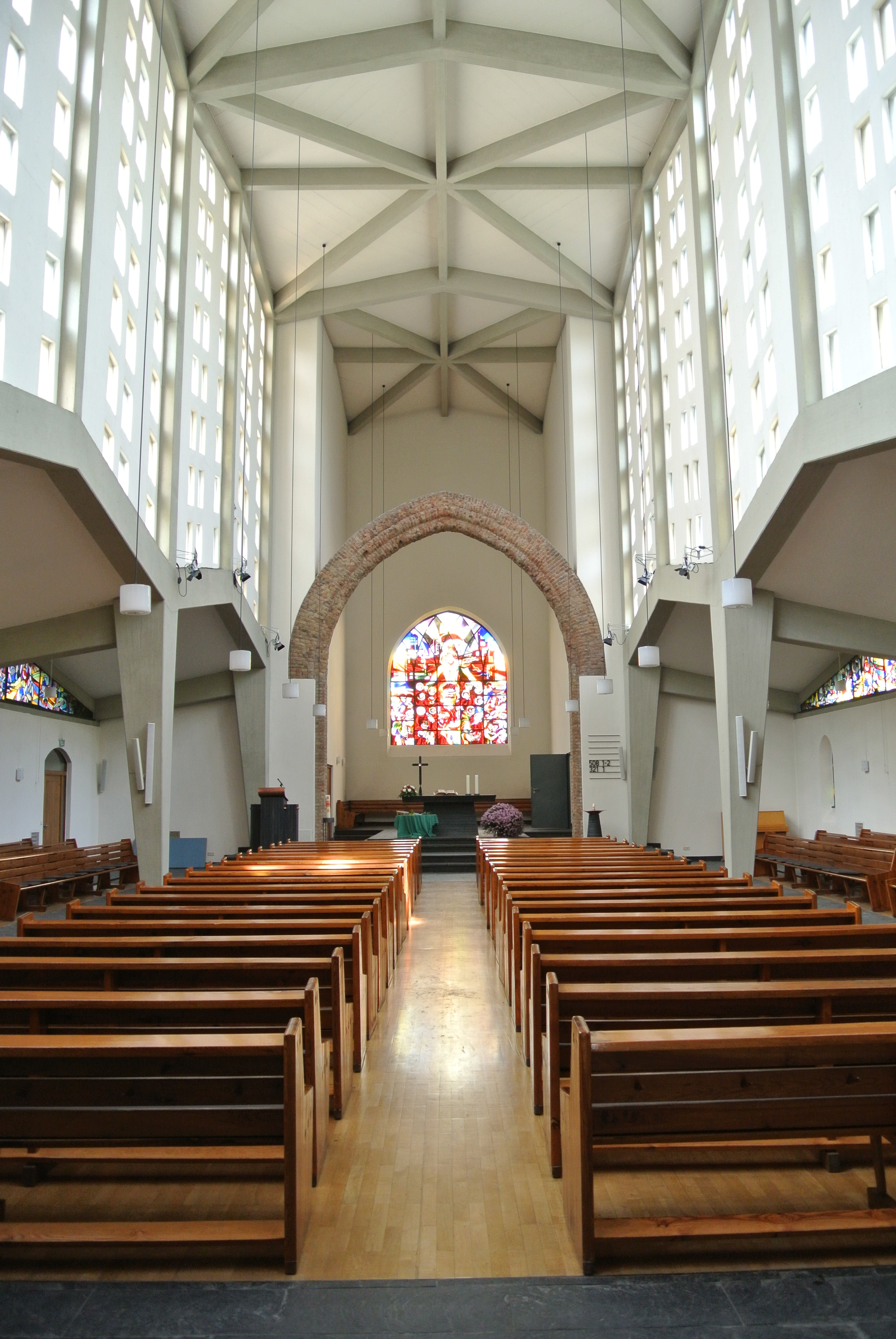
Frankfurt am Main-Nordend, Epiphaniaskirche, 1956
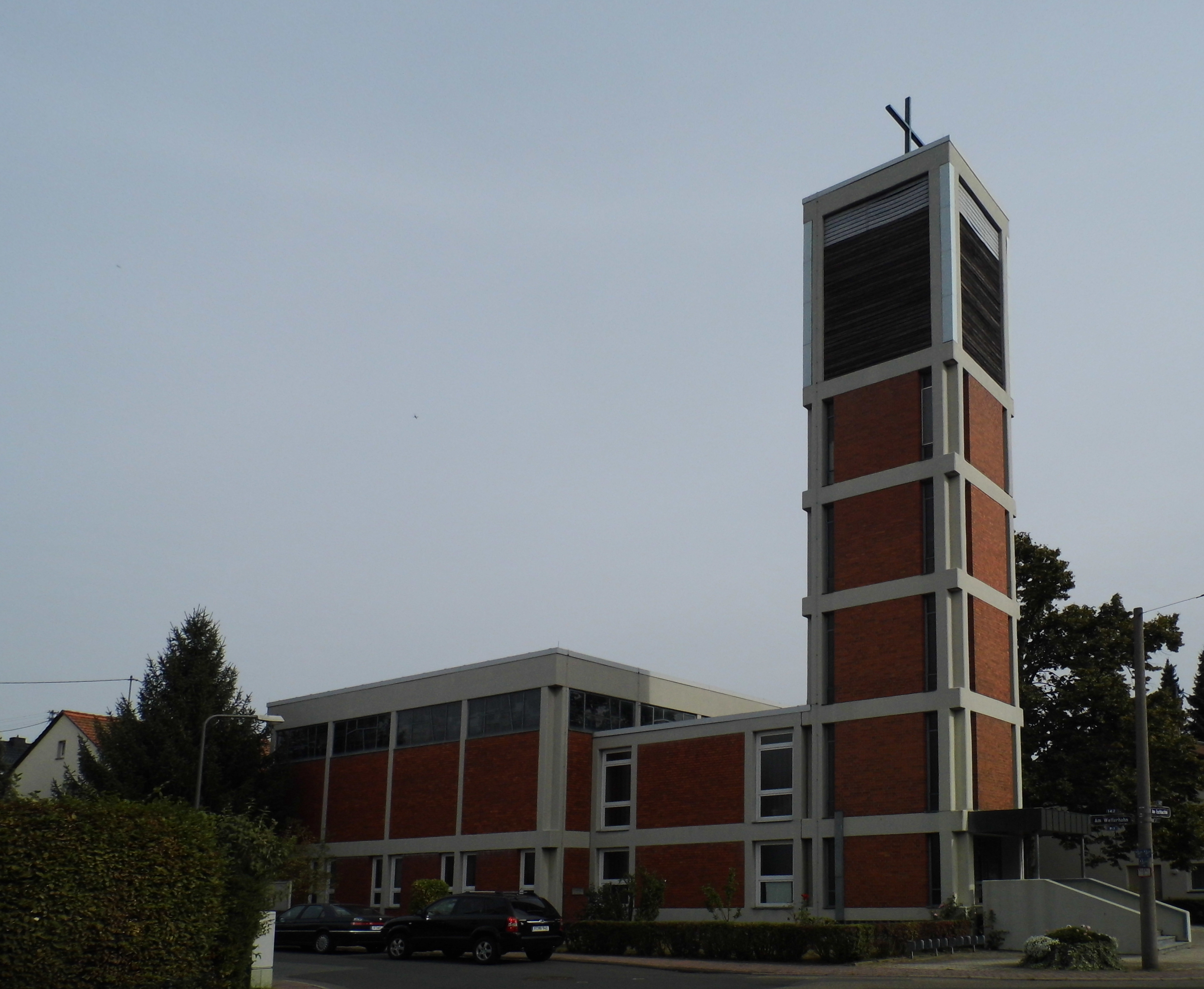
Frankfurt am Main-Harheim, Friedenskirche, 1965